# Automotodrom Grobnik
Das Automotodrom Grobnik ist eine Motorsport-Rennstrecke nahe der Hafenstadt Rijeka im Nordwesten Kroatiens. Die Strecke ist regelmäßiger Austragungsort eines Laufes zur Seitenwagen-WM.

## Streckeninformationen

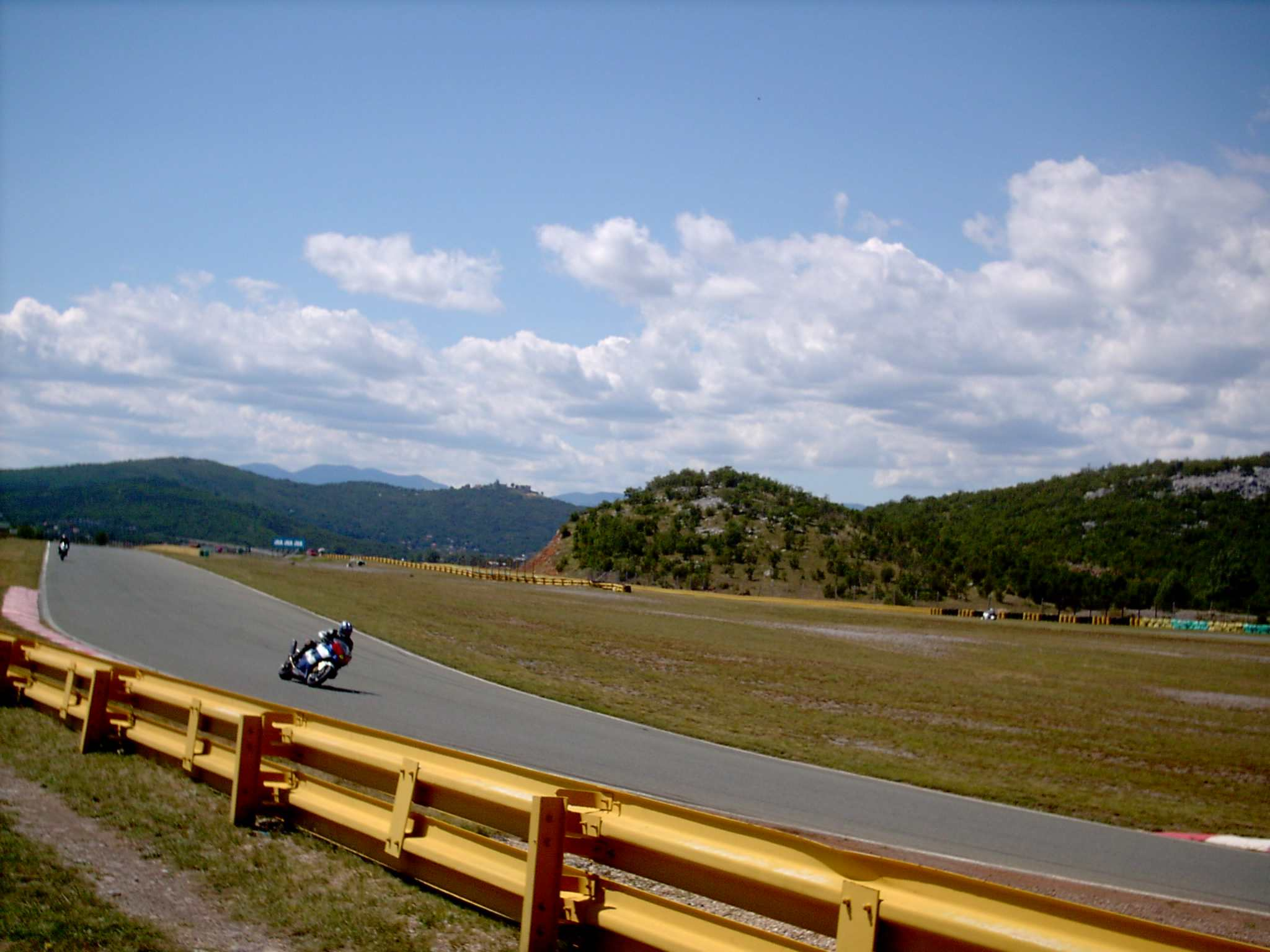
Automotodrom Grobnik

Das Automotodrom Grobnik erfüllt die Vorschriften der FIA und der FIM.
Die Streckenlänge beträgt 4168 Meter, davon 2017 Meter in insgesamt 18 Kurven. Der Höhenunterschied beträgt 22 Meter.

## Geschichte
Die Strecke wurde 1977 angelegt und nach fünf Monaten Bauzeit fertiggestellt. Sie war eigens für die Erhaltung des Großen Preises von Jugoslawien der Motorrad-WM errichtet worden, nachdem es 1977 auf der bis dahin genutzten Piste Preluk im nahe gelegenen Opatija zwei Tote und 19 Verletzte gegeben hatte und die Strecke daraufhin aus dem WM-Kalender genommen worden war.
Zwischen 1978 und 1990 fand hier 13-mal der Große Preis von Jugoslawien im Rahmen der Motorrad-Weltmeisterschaft statt. Im Jahr 1991 folgte das Aus für den Grand Prix von Jugoslawien wegen des ausbrechenden Jugoslawienkrieges.
Neben Privatpersonen, die nach Anmeldung dort fahren können, nutzen viele namhafte Automobil- und Motorradhersteller wie zum Beispiel Audi, Subaru, Suzuki und Aprilia das Automotodrom als Teststrecke.